# Риччи, Маттео
Матте́о Ри́ччи (итал. Matteo Ricci, в кит. традиции — Ли Ма-доу, 利瑪竇; 6 октября 1552, Мачерата — 11 мая 1610, Пекин) — итальянский миссионер-иезуит, математик, астроном, картограф и переводчик, который провёл последние тридцать лет своей жизни в Китае, положив начало иезуитской миссии в Пекине. Всемирно-историческое значение его деятельности состоит в установлении постоянных культурных контактов между христианской Европой и замкнутым китайским обществом.

## Биография

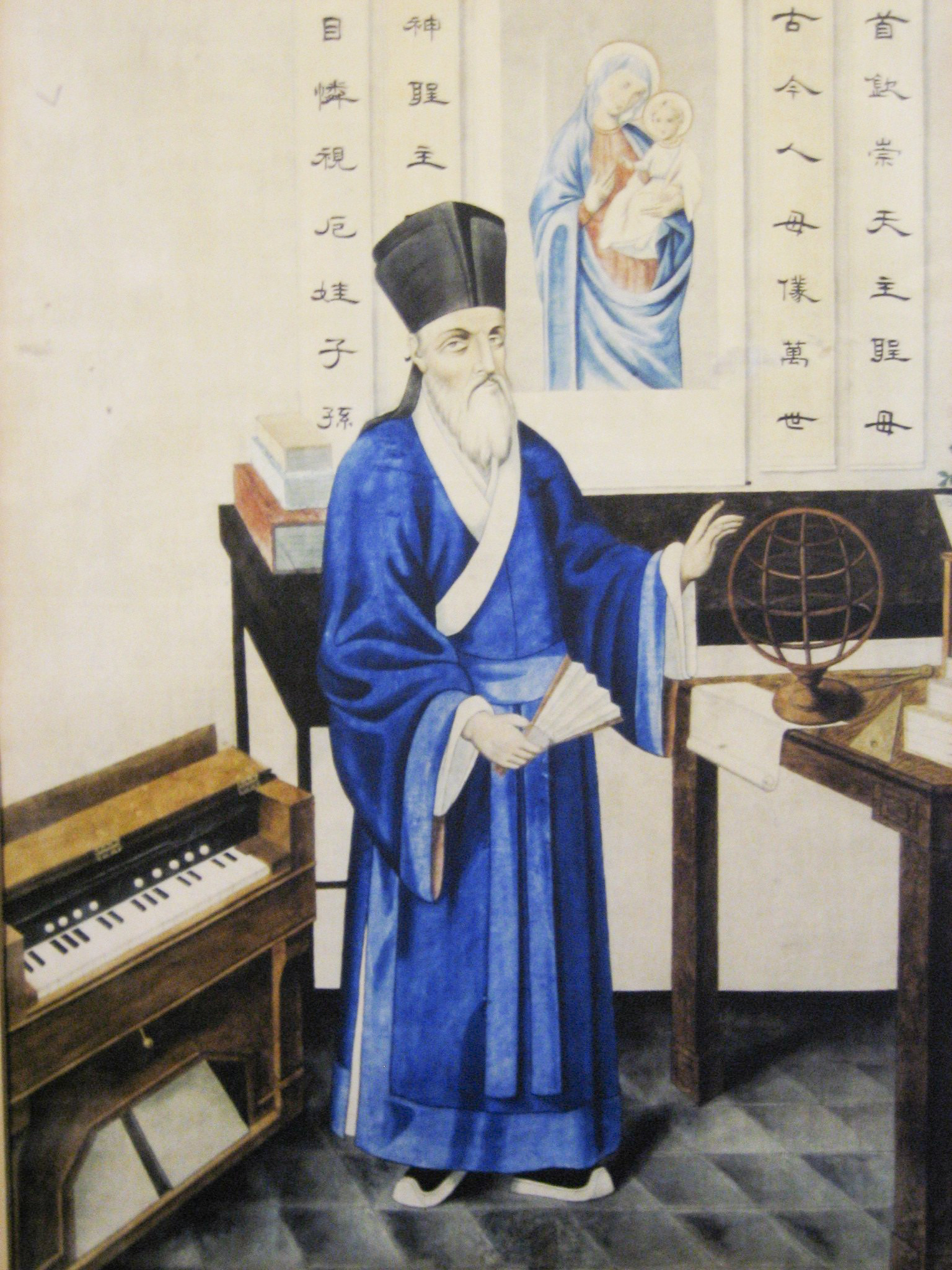
Маттео Риччи в облачении китайского учёного

Родился в дворянской семье. В 1568 году приехал в Рим, изучал право, математику, богословие. В 1571 году подал прошение зачислить его в орден иезуитов. В 1578 году продолжил учёбу в Коимбрском университете. Вдохновленный примером Франциска Ксаверия, в 1578 году отправился из Лиссабона с миссией в Индию, в сентябре прибыл в Гоа, где прожил два года. В 1582 году был послан в Макао, в помощь Микеле Руджери, который с 1579 года работал там, занимаясь изучением китайского языка и пытаясь найти способ получить от китайских властей разрешение иезуитам работать во «внутреннем» Китае (то есть вне Макао).

## Миссионерскаядеятельность
С прибытием в Макао, стал интенсивно изучать китайский язык с помощью Руджери и местных китайцев-католиков. Его занятия продолжились в Чжаоцине — городе, где тогда находилась резиденция генерал-губернатора Гуандуна и Гуанси, и где они с Руджери смогли в 1583 году основать постоянную миссию.
В 1588 году Руджери отбыл в Италию в надежде организовать посольство от папы римского к китайскому императору, что, по мнению иезуитов, помогло бы им наконец-то достичь Пекина. Его планы не увенчались успехом, и он так и не вернулся в Азию, а Риччи на некоторое время остался единственным европейским иезуитом «внутри» Китая. Впоследствии последний смог получить разрешение от властей на въезд других иезуитов в страну, но до конца своей жизни оставался самым опытным из всех своих собратьев в Китае, и в 1597 году был официально назначен их руководителем.
В отличие от своих предшественников, Риччи пытался не столько проповедовать священное писание с позиции всезнания и этического превосходства, сколько привлечь китайцев на свою сторону ученостью и гуманизмом, не казаться им чужеземным варваром. С этой целью он сначала носил наряд буддийского монаха, а когда выяснил, что образ монаха-буддиста ассоциируется у китайской элиты не с образованностью, а с бродяжничеством, сменил его на облачение конфуцианского учёного. Побывал в таких городах, как Пекин, Наньчан, Гуанчжоу, Сучжоу, Нанкин. Проповедуя католицизм, Риччи прибегал к традиционным понятиям конфуцианской этики, демонстрируя глубинное родство духовно-нравственных традиций разных народов. Важным способом завоевать признание конфуцианской элиты стала демонстрация иезуитской мнемотехники, при помощи которой он овладел китайским языком в изумительно короткий срок.

Карта мира «Куньюй Ваньго Цюаньту», начерченная Риччи и снабженная китайскими надписями, впервые познакомила жителей Дальнего Востока с Новым светом.

Риччи первым из европейцев посетил Запретный город, вступил в контакт с еврейской общиной Кайфына, приобрел доверие принцев крови. Он знакомил китайцев с западной наукой и культурой, в то же время знакомя Европу с культурой и наукой Китая. Благодаря Маттео Риччи, китайцы впервые узнали западную картографию, математику, астрономию. В 1602 году Маттео Риччи по просьбе императора Ваньли издал первую китайскую географическую карту «Куньюй Ваньго Цюаньту», которая познакомила китайцев с Новым светом. Неизгладимое впечатление произвели на китайцев механические часы Риччи Под руководством иезуитской миссии Риччи китайский двор стал свидетелем исполнения оды Горация, уникального в своем роде: хором евнухов в сопровождении клавесина. В сотрудничестве с конфуцианскими учёными он перевёл на китайский труды Эпиктета и Эзопа, а также Начала Евклида (которые произвели настоящую сенсацию среди ученых Китая), а на латинский — конфуцианских классиков.
Считается, что перу Риччи и его соратников принадлежат первые в мире европейско-китайские и китайско-европейские словари. Как полагают, в 1583—1588 годах Риччи вместе с Микеле Руджери составили португальско-китайский словарь, для которого они разработали систему латинской транскрипции китайских слов. Рукопись затерялась в иезуитских архивах в Риме, и была обнаружена лишь в 1934 году. Словарь был наконец-то издан в Португалии в 2001 году. Зимой 1598 года Риччи с помощью другого иезуита, Лаццаро Каттанео, составил и китайско-португальский словарь, в котором тоны китайских слогов обозначались при помощи диакритических знаков (за что Риччи был благодарен музыкальному слуху Каттанео). Этот словарь также был утерян.

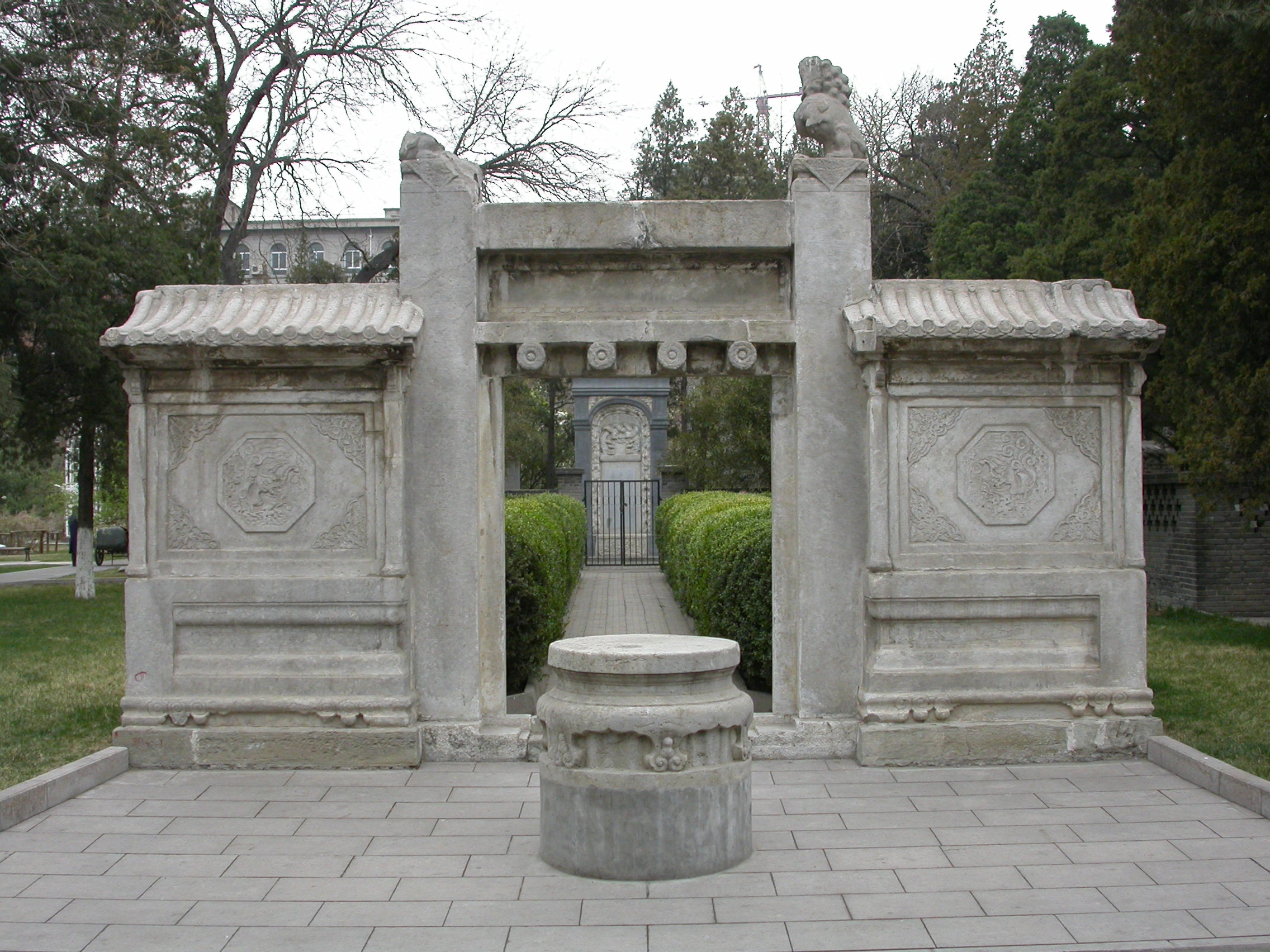
Могила Риччи в Пекине

Умер и похоронен в Пекине.

## Признание

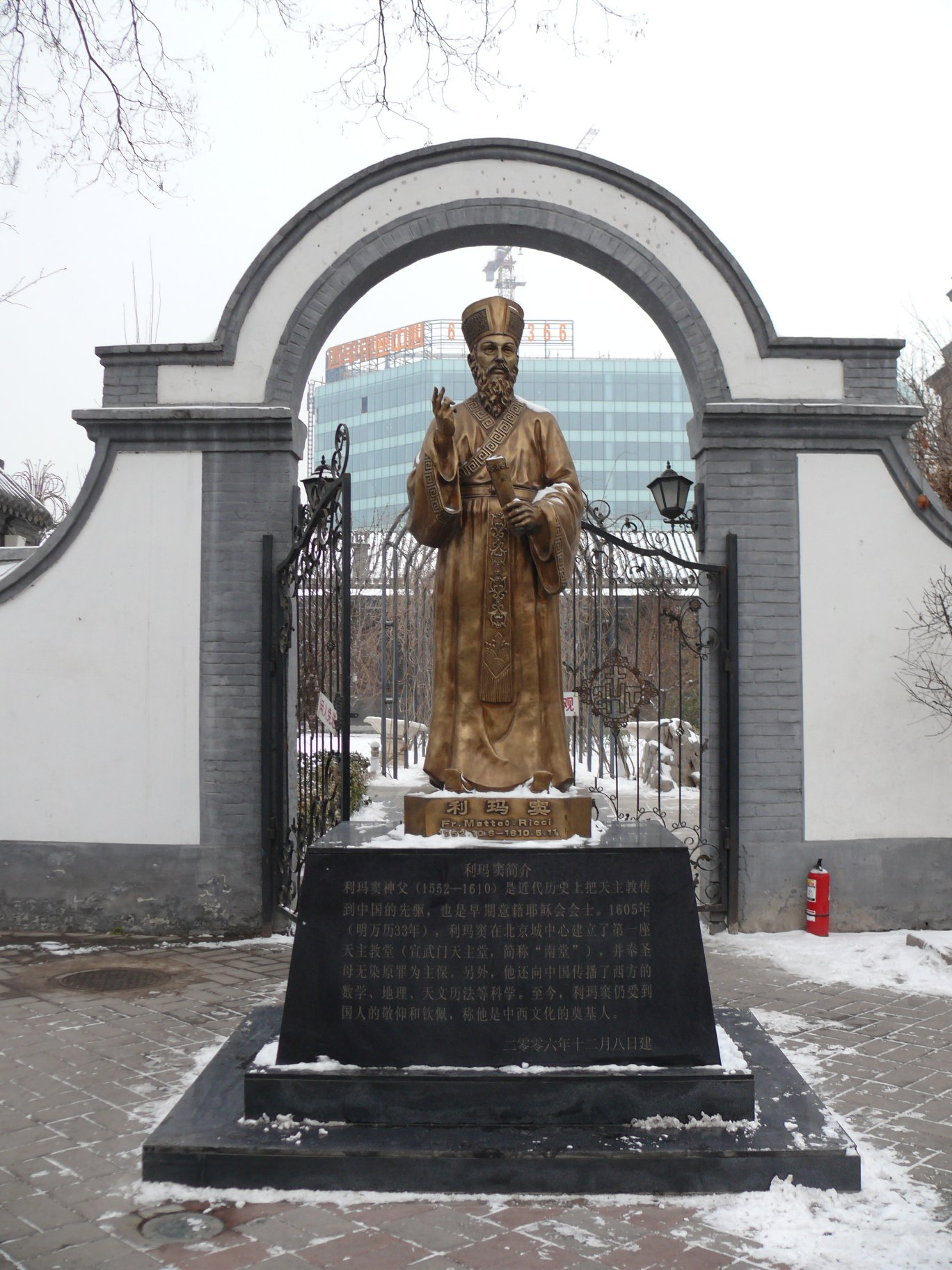
Памятник Маттео Риччи в Пекине

Наряду со своим предшественником Джованни Монтекорвино, Маттео Риччи стал символом связи между Западом и Востоком. Благодаря его деятельности иезуиты были довольно благосклонно приняты в Пекине, где их миссии сохранялись вплоть до Восстания боксёров. Его имя носят многие места в Гонконге, на Тайване, на Филиппинах, в Индонезии, Институты Риччи работают в Париже, Мачерате и Сан-Франциско. В Наньчане создана площадь в память о Маттео Риччи.
Имя Риччи носит кратер на Луне.